# 香坡壘樹
香坡壘樹，是龙脑香科坡垒属下的榭種，分布於孟加拉國、印度、緬甸、泰國、老撾、柬埔寨、馬來西亞、越南。
它可生長至45米高、樹幹的底部直徑可達到4.5米。它生長在森林中，偏好在河流附近，海拔0-600米高的地方。在西孟加拉邦和安達曼群島等地方，它常常種植為遮蔭樹。因其木材價值，在其自然棲息地它是一個受威脅的物種。

## 傳統
在泰國，香坡壘樹是女精靈南塔坤的棲息地。